# Federico Varela Cortés de Monroy
Federico Varela Cortés de Monroy (El Palqui, Ovalle, Región de Coquimbo, 18 de mayo de 1826-Valparaíso, 13 de julio de 1908), agricultor, empresario y político radical chileno.

## Primeros años de vida
Hijo de José Varela Gaviño y Victoria Cortés de Monroy Prado. Se dedicó a las actividades agrícolas e industriales, además de empresario minero, dedicado a los minerales de Ojauco y Tres Puntas, hasta que en 1867 compró en Chañaral la rica mina de cobre Fortunata. Fundó un establecimiento de fundición y una casa compradora de pastas minerales. Fue miembro del Consejo Directivo de Construcción de Minas y Fundición de Chañaral (1881).
Cooperó a la implantación del ferrocarril de Chañaral a Pueblo Hundido, y estableció el Hospital de la Compañía Minera, el teatro y la escuela democrática en 1870. 
Se radicó en Valparaíso en 1876, ingresando al Partido Radical. Fue Intendente del puerto (1881-1884) e integró el Consejo de Estado.

## Vida Parlamentaria
- Diputado por Copiapó, Chañaral y Freirina (1879-1882), integrando la comisión permanente de Hacienda e Industria.
- Diputado suplente por Valparaíso en (1882), pero nunca ocupó la titularidad.
- Senador suplente por Cautín, en 1899, se incorporó al Senado el 3 de agosto de 1899, hasta 1903, en reemplazo del fallecido senador José María Balmaceda Fernández. Integró la comisión permanente de Gobierno y Relaciones Exteriores.
- Senador por "Cautín", período 1894-1900; falleció el senador titular, y en su lugar fue elegido don Federico Varela, que se incorporó al Senado, el 3 de agosto de 1899. La aprobación de sus poderes, que dio lugar a un largo debate, no llegó a realizarse, y al año siguiente, por haber perdido su oportunidad, fueron archivados los antecedentes.
- Fue elegido senador por "Atacama", período 1900-1906; integró la Comisión Permanente de Hacienda e Industria; y luego de ser separada esta Comisión, integró la de Hacienda. Miembro de la Comisión Conservadora para el receso 1901-1902.
- Senador suplente por Valparaíso, en 1905, se incorporó en reemplazo del senador Juan José Latorre Benavente, quien asumió como comandante naval de la Armada Nacional, integró la Comisión Permanente de Gobierno.

Fue también, un gran filántropo; ayudó a la ciencia, la industria, el periodismo.

## Conflictos
Su herencia dio origen a una serie de pleitos, que se prolongaron por largo tiempo. Dejó una gran herencia, que finalmente aprovecharon personas a quienes no los ligaba ningún vínculo, ni parentesco, ni otros. 